# FC Košice
Der FC Košice a.s. ist ein 2018 gegründeter Fußballverein aus der slowakischen Stadt Košice. Die erste Mannschaft des Unternehmens spielt seit 2023 in der höchsten slowakischen Fußballliga, der Niké liga.

## Geschichte
Nachdem der FC VSS Košice im Jahr 2017 den Spielbetrieb einstellte, gab es Bestrebungen neben den Lokomotíva Košice einen zweiten große Fußballmannschaft in Košice zu errichten, welche an frühere Erfolge anknüpfen kann. Daraufhin wurde zur Saison 2018/19 das Fußballunternehmen FC Košice a.s. gegründet, welches am 12. Mai 2018 im Handelsregister der Slowakei registriert wurde. Der FC Košice übernahm die Jugendabteilung des ehemaligen FC VSS Košice, welche sich nach der Auflösung des Vereins dem FK Košice-Barca angeschlossen hatte, und die erste Mannschaft des Drittligisten TJ FK Vyšné Opátske. Es handelte sich hierbei nicht um eine Fusion der beiden Vereine, da sie weiterhin als eigenständige Vereine im Register mimovládnych neziskových organizácií (deutsch: „Register nichtstaatlicher Non-Profit-Organisationen“) eintragen waren.
Durch die Übernahme der ersten Mannschaft des Drittligisten TJ FK Vyšné Opátske startete die erste Mannschaft vom FC Košice in der 3. Liga als auch im Slowakischen Fußballpokal, dem sogenannten Slovnaft Cup. Im Pokal konnte man als Drittligist das Viertelfinale erreichen und unterlag dort den späteren Pokalsieger Spartak Trnava mit 3:4 im Elfmeterschießen. In der 3. Liga konnte die Mannschaft die Ost-Staffel mit 25 Siegen und nur einer Niederlage klar für sich entscheiden und schaffte so den Aufstieg in die 2. Liga. Dort konnte man in der Saison 2019/20 mit dem zehnten Platz frühzeitig den Klassenerhalt schaffen. In der darauffolgenden Saison konnte die Mannschaft aus Košice im Slowakischen Fußballpokal das Halbfinale erreichen, wo man auf MŠK Žilina traf. In Hin- und Rückspiel musste man sich mit 2:4 und 1:4 geschlagen geben und verpasste den Einzug ins Finale. In der Liga beendete man die Saison auf den fünften Tabellenplatz.
Nachdem man auch in der Saison 2021/22 den fünften Platz in der 2. Liga belegte, sicherte man sich in der Saison 2022/23 den Meistertitel in der Liga und schaffte damit den Aufstieg in die zur neuen Saison in Niké liga umbenannte höchste Liga im slowakischen Fußball. Damit schaffte man das gesteckte Ziel innerhalb von fünf Jahren in die höchste slowakische Liga aufzusteigen. Ihr Debüt in der neuen Liga gab die Mannschaft am 29. Juli 2023 in der ausverkauften heimischen Košická futbalová aréna gegen den Rekordmeister ŠK Slovan Bratislava und konnte es durch ein torloses Unentschieden und damit einen Punktgewinn positiv gestalten.

## Saisonergebnisse
| Saison  | Ligenniveau | Liga      | Platz | Tore  | Punkte | Ergebnis im Slovnaft Cup |
| ------- | ----------- | --------- | ----- | ----- | ------ | ------------------------ |
| 2018/19 | 3           | 3. Liga   | 01.   | 90:09 | 75     | Viertelfinale            |
| 2019/20 | 2           | 2. Liga   | 10.   | 22:18 | 21     | 4. Runde                 |
| 2020/21 | 2           | 2. Liga   | 05.   | 40:27 | 49     | Halbfinale               |
| 2021/22 | 2           | 2. Liga   | 05.   | 73:38 | 56     | Achtelfinale             |
| 2022/23 | 2           | 2. Liga   | 01.   | 61:21 | 66     | 4. Runde                 |
| 2023/24 | 1           | Niké liga | 10.   | 27:56 | 27     | Achtelfinale             |
| 2024/25 | 1           | Niké liga | 05.   | 45:38 | 44     | Viertelfinale            |

Farblegende:
– Aufstieg

## Erfolge
- Meister 3. Liga (Staffel Ost): 2018/19
- Meister 2. Liga: 2022/23

## Europapokalbilanz
| Saison  | Wettbewerb             | Runde                  | Gegner           | Gesamt | Hin     | Rück    |
| ------- | ---------------------- | ---------------------- | ---------------- | ------ | ------- | ------- |
| 2025/26 | UEFA Conference League | 2. Qualifikationsrunde | FK Njoman Hrodna | 3:4    | 2:3 (H) | 1:1 (A) |

Gesamtbilanz: 2 Spiele, 1 Unentschieden, 1 Niederlage, 3:4 Tore (Tordifferenz −1)